# Room in Your Heart
Room in Your Heart is een nummer van de Britse band Living in a Box. Het is de derde single van hun tweede en laatste studioalbum Gatecrashing uit 1989. Op 4 september dat jaar werd het nummer op single uitgebracht.

## Achtergrond
De single werd vooral op de Britse eilanden een hit. In thuisland het Verenigd Koninkrijk bereikte de single de 5e positie in de UK Singles Chart. In Ierland werd de 6e positie bereikt, Oostenrijk de 27e, Zweden de 20e en in de Eurochart Hot 100 de 21e positie.
In Nederland werd de single regelmatig gedraaid oo de landelijke radiozenders en werd een radiohit in de destijds twee hitlijsten. De single bereikte de 11e positie in de Nederlandse Top 40 en de 16e positie in de Nationale Hitparade Top 100.
In België bereikte de single de  20e positie in de voorloper van de Vlaamse Ultratop 50 en de 17e positie in de  Vlaamse Radio 2 Top 30. In Wallonië werd géén notering behaald.